# 788 Hohensteina
788 Hohensteina este un asteroid din centura principală, descoperit pe 28 aprilie 1914, de Franz Kaiser.